# Krevní msta

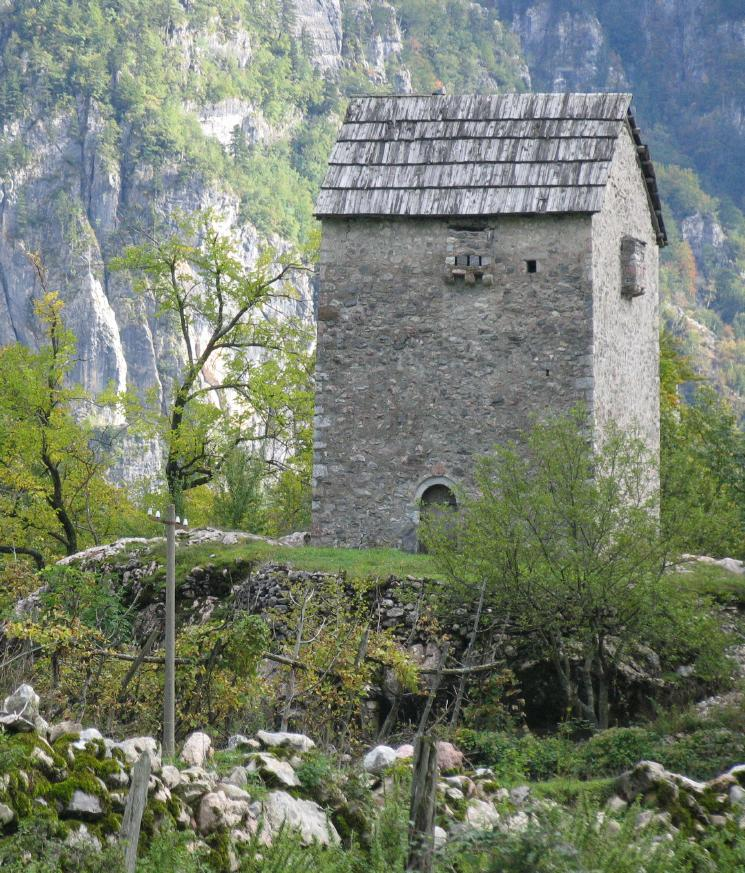
Opevněný věžový dům (kullë), Theth, severní Albánie

Krevní msta (francouzsky vengeance sanglante, latinsky inimicitia capitalis nebo mortalis) je právní institut ve všech rodových (tj. předstátních) společnostech a jako přežitek i v některých státech spočívající v tom, že příbuzný (příslušník rodu/klanu) zabitého má právo a zároveň i povinnost pomstít vraždu vlastní rukou. Krevní msta se objevuje již s příchodem zemědělství. Mezi nejstarší zásady krevní msty patří „krev za krev“, takže vražda musí být pomstěna vraždou a „všichni za jednoho“, tedy vražda je kolektivní vinou celého rodu, z toho důvodu nabývala krevní msta rázu války mezi dvěma rody a vražda na jedné straně je vykoupena více vraždami na druhé straně. Krevní msta je později zjemňována zavedením fikce msty, kdy je vrahovi rituálně odpuštěno, a zavedením pokuty, kterou se vrah může vykoupit. V Evropě byl tento společenský institut vytlačen v raném křesťanském období, na mnoha místech se ale dochoval až do počátku 20. století (Albánie, Korsika, Srbsko, jižní Itálie) a v mafiánských kruzích až dodnes (vendeta). V mimoevropských zemích byl dlouho znám například v Japonsku mezi samuraji i jinde. Dlouhodobé násilné konflikty mezi rodinami se ke konci 19. století vyskytovaly i v americké Kentucky. Na počátku 21. století krevní msta přetrvávala na Kavkaze.

## Krevní msta v Itálii
Krevní msta se v Itálii nazývá vendeta (italsky vendetta, z latinského vindicta – msta). Je typická pro jižní Itálii, Sicílii a francouzskou Korsiku. Známá je především z mafiánského prostředí a jeho filmových ztvárnění, proto v moderní době bývá výraz používán i pro pomstu všeobecně.

## Krevní msta v Albánii
Zde se krevní msta nazývá gjakmarrja. V některých oblastech Albánie a Kosova se vyskytuje dodnes. Odhaduje se, že v roce 2014 se gjakmarrja týkala přibližně 3000 albánských rodin. V Albánii se, stejně jako v jiných oblastech praktikujících krevní mstu, stavěly opevněné věžovité domy, do kterých se uchylovali muži ohrožení krevní mstou.

## Opovědnictví v Čechách
Až do 16. století existovalo v českých zemích tzv. opovědnictví, čili soukromé vypovězení nepřátelství (původně vycházející z principů krevní msty). Nejznámějším opovědníkem byl šlechtic Jiří Kopidlanský, který vedl od roku 1507 několik let soukromou válku proti Praze a dalším městům, aby pomstil smrt svého bratra.
Známé je také opovědnictví Jana Žižky, který vyhlásil nepřátelství Jindřichovi z Rožmberka a královskému městu České Budějovice.